# Abarema cochliocarpos
Espèce
Synonymes
- Abarema cochliacarpos (Gomes) Barneby & J.W.Grimes (orth. error)
- Mimosa cochliocarpos Gomes

Statut de conservation UICN

 LC  : Préoccupation mineure
Abarema cochliocarpos, l'Abaremo-temo en portugais, est une espèce de plantes à fleurs de la famille des Fabaceae. C'est un arbre originaire du Brésil. C'est l'espèce type de son genre.

## Description
Cette espèce a un aspect variable selon sa localisation : les individus situés près des côtes peuvent mesurer une dizaine de mètres, alors que ceux situés plus à l'intérieur des terres sont plus petits (environ 4 m de hauteur), et ont des folioles plus petites et plus coriaces. 

## Répartition et habitat
Cette espèce est endémique du Brésil. On la trouve dans les zones boisées côtières, sur sol sableux, ou plus à l'intérieur des terres, dans la savane ou dans le Caatinga, zone broussailleuse. Elle pousse jusqu'à 1 300 m d’altitude. 

## Statut de protection
Cette espèce a été classée dans la catégorie Vu (vulnérable) par l'IUCN jusqu'en 1998, car les habitats qu'on lui connaissait à l'époque sont en régression inquiétante, notamment le Caatinga, du fait du développement de l'agriculture et de l'exploitation des ressources naturelles (notamment l'activité minière). Mais il s'est avéré que d’une part, cet arbre avait une aire de répartition plus grande qu'on ne le pensait, mais aussi qu'il poussait dans de nombreuses aires protégées. Pour cela, l'espèce est dorénavant classée dans la catégorie LC (préoccupation mineure). 